# 多線藍鯛
多線藍鯛（學名：Azurina multilineata），是輻鰭魚綱鱸形目雀鯛科藍鯛屬的其中一種，分布於西大西洋區，從美國佛羅里達州與德克薩斯州、加勒比海到巴西；東大西洋，包括聖赫勒拿島與阿森松島與聖多美海域，深度0至60公尺，本魚體呈卵圓形且側扁，胸鰭基底的一個黑斑, 背鰭軟條基部後方有一個白色的斑點，背部淺灰褐色,體側銀灰色，背鰭邊緣鮮黃色，尾鰭的上、下邊緣黃色，背鰭硬棘12枚、背鰭軟條12-13枚、臀鰭硬棘2枚、臀鰭軟條11-13枚，體長可達20公分，棲息在陡峭的礁坡及礁石平台，成小群行動，以浮游生物為食，繁殖期成對出現，雄魚會守護魚卵至孵化，生活習性不明。